# Tianmen
Tianmen (天门市S, TiānménP) è una città-contea e sub-prefettura della Cina, situata nella provincia di Hubei.